# Jaedon Terlouw
Jaedon Terlouw, né le 16 avril 2002, est un coureur cycliste sud-africain. Il pratique le VTT et le cyclisme sur route,.

## Biographie
Jaedon Terlouw a notamment terminé troisième du championnat d'Afrique de VTT cross-country en 2023. Il s'est également classé quatrième et meilleur espoir du championnat d'Afrique du Sud sur route en 2024. Cette même année, il participe au championat du monde de cross-country marathon, qu'il finit à la quarantième place. 

## Palmarès sur route

### Par année
- 2023
  - 2e de l'Amashova National Classic
  - 3e du Cape Town Cycle Tour
- 2024
  -  Champion d'Afrique du Sud sur route espoirs
  - 3e du Ride Joburg
- 2025
  - 3e du Cape Town Cycle Tour

### Classements mondiaux
| Année           | 2022 | 2023 | 2024 |
| --------------- | ---- | ---- | ---- |
| UCI Africa Tour | 152e | 104e | 79e  |

## Palmarès en VTT

### Championnats d'Afrique
- Johannesbourg 2023
  -  Médaillé de bronze du cross-country

### Championnats nationaux
- 2022
  - 3e du championnat d'Afrique du Sud de cross-country espoirs
- 2024
  - 3e du championnat d'Afrique du Sud de cross-country espoirs
  - 3e du championnat d'Afrique du Sud de cross-country marathon